# Björkvattsdalen

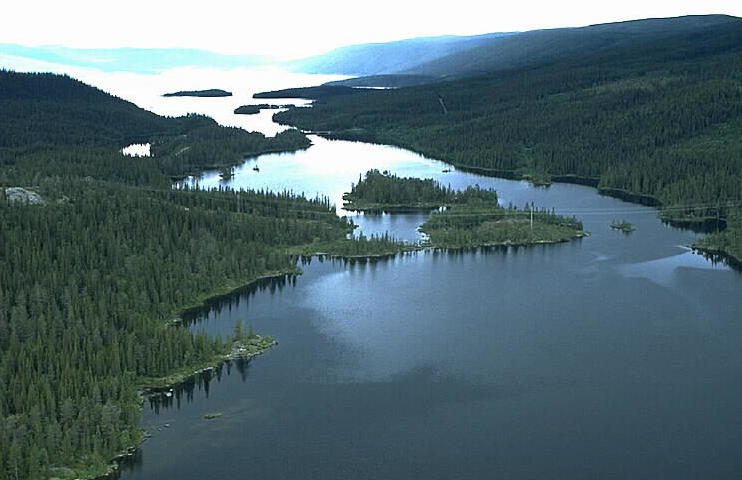
Björkvattsdalen 1995 - foto: Jan Norrman

Björkvattsdalen är en dalgång i västra delen av Västerbottens län och södra delen av landskapet Lappland. Dalgången löper från nordväst mot sydost, med sin nordvästra ände omkring en halvmil sydväst om Tärnaby. Björkvattsdalen ingår i Umeälvens huvudavrinningsområde.
Dalgångens största sjö är Stor-Björkvattnet. Den smalnar av åt sydöst, förbi Kaunatsnäset och
Rönnbäcksnäset, och övergår i Lill-Björkvattnet. Sedan Aavjaevrie från nord fyllt på med sitt vatten vid Ajaureforsen, kallas sjön Gardiken vilken avslutas vid Gardikfors kraftstation. Genom vattenregleringen för utvinning av vattenkraft, som genomfördes under 1960-talet, har flera tidigare åtskilda sjöar sammanfogats till större vatten.

## Naturvärden
I Björkvattsdalen finns granskog, tallskog och uppför sluttningarna björkskog. Karakteriska djur är bland annat björn, älg, orre och tjäder. Den tidigare vanligt förekomande dalripan har minskat avsevärt sedan den så kallade fria småviltsjakten infördes 1993. I dalgången finns god odlingsmark, vilket är ovanligt i så fjällnära miljö. Människor har kombinerat jakt, fisk och jordbruk under mycket lång tid. En övervägande majoritet av befolkningen i Björkvattsdalen är samer.
Naturen och befolkningen i Björkvattsdalen har sedan tidigt 1960-tal påverkats hårt av vattenregleringen. Mycket av den brukade marken översvämmades, och många bofasta tvingades flytta. Byn Stenträsk klövs av det stigande vattnet.
Det går inga större vägar och ingen järnväg genom Björkvattsdalen. 
Vid byn Rönnbäcken finns nickelfyndigheter som varit kända sedan 1940-talet. Boliden AB genomförde under 1970-talet en provbrytning. 2005 fick företaget Bluelake Mineral (Nickel Mountain fram till 2020) undersökningstillstånd, och har bland annat genomfört borrningar på olika platser runt byn. Enligt företaget är det möjligt att producera 26 000 ton nickel per år under 20 års tid. Planerna på gruvdrift i Björkvattsdalen har väckt omfattande motstånd.